# 鲍伊 (马里兰州)
鲍伊（英語：Bowie）是美国马里兰州乔治王子县的一个城市，位于38°57′53″N 76°44′40″W / 38.96472°N 76.74444°W
，面积18.51平方英里（47.94平方）人口为54,727人（2010年）。
鲍伊已从一个铁路小站成长为乔治王子县最大的市镇，以及马里兰州第五大城市。2014年，CNN Money将其评为美国最佳居住地点第28名。